# والهایم (بازی ویدئویی)
والهایم (انگلیسی: Valheim) یک بازی ویدئویی در ژانر بقا سندباکس محصول شرکت Iron Gate Studio است. این بازی در ۲ فوریه ۲۰۲۱ انتشار شد این بازی توسط ۵ نفر ساخته شده. و یک ماه پس از عرضه ۵ میلیون نسخه فروخته و پربازدیدترین بازی‌های استیم در فوریه ۲۰۲۱ بود.